# Система передачи финансовых сообщений
Система передачи финансовых сообщений (СПФС) Банка России — российская межбанковская система передачи финансовой информации и совершения платежей, функционирующая на базе информационно-телекоммуникационной системы мегарегулятора. Сама система не является платёжной — она не выполняет функций расчёта и взаимного клиринга между участниками. Для передачи сообщений используется стандарт SWIFT / ISO 20022.
По состоянию на середину 2018 года пользователями СПФС являлись более 500 организаций — в основном, российских банков; таким образом, количество российских пользователей СПФС превышает число российских участников международных конкурентов — SWIFT и CIPS.

## Причины создания
SWIFT — международная межбанковская система передачи информации и совершения платежей, созданная в 1973 году, — в настоящее время фактически является мировым монополистом, на долю которого приходится более 80 % всех глобальных платежей. Россия (СССР) присоединилась к системе SWIFT в декабре 1989 года, когда пользователем системы стал Внешэкономбанк.
Юридически SWIFT представляет собой «кооперативное общество», созданное в юрисдикции Бельгии со штаб-квартирой в Ла-Юльпе и принадлежащее своим пайщикам. Находясь на территории Европейского союза, SWIFT подчиняется его законодательству. Кроме того, после террористических актов 11 сентября 2001 года Министерство финансов США получило доступ к информации в системе, обосновывая необходимость этого задачами борьбы с финансированием международного терроризма. Все информационные потоки проходят через два операционных центра, расположенных в Нидерландах и США. Таким образом, угроза отключения от SWIFT может использоваться в качестве рычага давления на власти России. Прецеденты массового отключения пользователей уже имеются: 22 марта 2012 года в рамках санкций ЕС против Ирана 14 иранских банков были лишены возможности использовать SWIFT, что привело к серьёзным трудностям во внешней торговле исламской республики. Пять лет спустя, в марте 2017 года было прекращено оказание услуг банкам КНДР из «чёрного списка» ООН.
Возможность полного отключения России от SWIFT обсуждается с 2014 года, когда были введены первые санкции в связи с аннексией Крыма и войной в Донбассе. Тогда Европарламент принял резолюцию, в которой, в частности, призвал исключить Россию из системы международных расчётов SWIFT. Позже такой вариант рассматривали и главы МИД европейских государств, инициатором выступила Великобритания в лице премьер-министра Дэвида Кэмерона. Однако в самой компании подобные рекомендации сочли нарушающими права и наносящими ущерб деловым интересам.
В августе 2014 года заместитель министра финансов России Алексей Моисеев сделал заявление о подготовке законопроекта о создании российского аналога SWIFT.
Уже в декабре 2014 года система была запущена в тестовом режиме, а к осени 2015 года была практически завершена.
22 марта 2017 года глава Банка России Эльвира Набиуллина на встрече с президентом Владимиром Путиным заявила, что в России созданы условия для функционирования платёжных систем и банков в случае отключения страны от SWIFT. Речь шла об СПФС, созданной в качестве альтернативного канала межбанковского взаимодействия с целью обеспечения гарантированного и бесперебойного предоставления услуг по передаче электронных сообщений по финансовым операциям.
Как резюмировал академик Тим Бил, создание и работа СПФС входят в число мер реагирования на санкции, введенные Соединёнными Штатами, которые комментаторы рассматривают как способствующие дедолларизации .

## Особенности
Выгоды юридических лиц от использования СПФС
- Возможность самостоятельно отправлять/принимать финансовые сообщения в форматах SWIFT/собственных форматах без услуг иностранных провайдеров и банков-посредников;
- Прямое взаимодействие ЮЛ-ЮЛ (например, выставление счетов на оплату услуг/работ/поставок, направление документов на согласование и подписание, внутрикорпоративный документооборот, другие файлы свободного формата — это все помимо финансовых сообщений формата SWIFT) без иностранных провайдеров;
- Исключение перенастройки автоматизированных систем ЮЛ при смене обслуживающего банка (формат, в котором отправляются сообщения через СПФС обязателен для приема всеми участниками системы).
- Снижение риска отказа в обслуживании со стороны банка, использующего иностранную ИТ-инфраструктуру (например, кредитная организация с иностранным капиталом)[14].

СПФС реализует функцию Банка России по организации оказания услуг по передаче финансовых сообщений, в том числе:
- передачи сообщений формата SWIFT;
- передачи сообщений в собственных форматах пользователей;
- контроля финансовых сообщений формата SWIFT;
- возможности определения участником СПФС списка своих контрагентов и типов принимаемых от них финансовых сообщений[15].

Помимо SWIFT, СПФС приходится конкурировать с несколькими аналогичными российскими системами, находящимися в разной степени готовности: «CyberFT» от компании «Киберплат», «Транзит 2.0» от Национального расчётного депозитария и инфраструктурным решением «Finline» от Сбербанка.
Тариф на услуги Банка России по передаче финансовых сообщений через СПФС первоначально составлял от 1,50 до 2,50 ₽ за одно сообщение (в зависимости от количества сообщений ежедневно), однако 15 марта 2018 года был резко снижен до диапазона от 0,80 до 1,00 ₽. Для сравнения: тариф SWIFT на 2018 год составляет 0,03—0,05 € (то есть около 2,20—3,70 ₽) за одно сообщение, хотя при этом SWIFT предлагает скидки до 40 % участникам, добившимся высоких объёмов транзакций.

## История и перспективы развития
В начале 2017 года Банк России предложил использовать СПФС не только банкам, но и корпорациям. В декабре 2017 года «Газпромбанк» по поручению своего клиента — «Роснефти» — выполнил первую транзакцию с использованием СПФС; таким образом, «Роснефть» может считаться первой корпорацией — участником системы. Одной из первых компаний промышленного сектора, начавших использовать СПФС, стала в июне 2018 года «Газпром нефть».
В апреле 2018 года о предстоящем переходе на СПФС объявила Государственная корпорация «Ростех», причём обсуждается подключение к системе и её дочерних структур. По состоянию на 1 сентября 2019 года в числе 397 пользователей СПФС значились крупнейшие российские компании: «Газпром нефть», «Роснефть», «Сургутнефтегаз», «Татнефть», «Т Плюс», «ТАИФ-НК», Холдинговая компания «Ак Барс».
В ноябре 2018 года первым иностранным участником СПФС стал белорусский Белгазпромбанк, а к октябрю 2019 года их количество уже достигало восьми. Банк России прорабатывает возможность использования блокчейн-платформы «Мастерчейн» (разрабатывается совместно с Ассоциацией «ФинТех» и российскими банками) для создания единого платёжного пространства в рамках Евразийского экономического союза (ЕАЭС). Кроме того, в перспективе рассматривается подключение к СПФС банковских систем стран — участниц БРИКС. Использование СПФС в качестве альтернативы или дополнения к SWIFT позволит иностранным банкам и компаниям сократить операционные издержки. 25 ноября 2021 года ОАО «Белгазпромбанк» в одностороннем порядке расторг договор с Банком России и перестал быть участником Системы передачи финансовых сообщений (СПФС) ЦБ РФ.
По итогам 2020 года доля СПФС во внутрироссийском трафике составила 20,6 % от общего числа операций. На конец 2020 года 23 иностранных банка подключились к СПФС из Армении, Белоруссии, Германии, Казахстана, Киргизии и Швейцарии. Ежемесячно через систему проходило 2 млн финансовых сообщений.
В марте 2021 года Сергей Лавров и глава МИД Китая Ван И договорились об активном расширении использования СПФС в расчётах между странами.
19 января 2022 года ВТБ первым запустил «Сервис-бюро СПФС», дополнение к системе, расширяющее возможности пользователя и упрощающее работу с финансовыми документами в рамках СПФС. Первым пользователем данной услуги стал Ростелеком
24 февраля 2022 года агентство ТАСС указало на то, что доля SWIFT во внутрироссийских расчётах сократилась за 5 лет с более чем 80 % до 20 %.
На 11 апреля 2022 года в СПФС состояло уже в общей сложности 39 иностранных организаций, а с использованием СПФС уже велись торговля и взаимодействие с 12 странами мира. К 18 апреля число иностранных организаций в СПФС увеличилось уже до 52, а к 22 апреля до 59. Кроме того интерес к системе СПФС проявили также банки Малайзии. Тогда же в целях защиты от санкций Банк России прекратил публикацию списка участников системы.
На 29 июня 2022 года в СПФС состояло уже 70 иностранных участников, а всего система использовалась 389 компаниями и банками в 12 странах. Интерес к системе также проявили Филиппины.
В июле российские банки массово начали подключаться к системам CIPS и CDFCPS в Китае.
15 ноября 2022 года глава Банка России Эльвира Набиуллина, выступая в Госдуме заявила о росте трафика СПФС на 22 % за 2022 год К концу сентября 2022 года к СПФС присоединились 50 новых организаций, в результате чего их общее число достигло 440, из которых более 100 являются нерезидентами (в том числе три банка Азербайджана), о чём сообщала директор департамента национальной платежной системы Центробанка Алла Бакина. Также в 2023 году ожидается увеличение стран, подключенных к системе СПФС с 15 до 18 Регулятор также намерен увеличить число участников за счет подключения иностранных партнеров российских организаций и расширения использования СПФС, в том числе посредством механизма подключения через «сервис-бюро».
13 декабря 2022 года ВТБ и Ростелеком провели первый платёж в системе «Сервис-бюро СПФС»
12 декабря 2022 года российские организации получили разрешение на открытие востро-счетов в Индии в рупиях и открыли их, а уже 28 декабря Россия и Индия провели первые сделки в рупиях, используя системы СПФС и SFMS, а также счета Vostro Резервного банка Индии.
По сообщению ЦБ РФ, платёжный трафик СПФС за 2022 год вырос по сравнению с 2021 годом в 3 раза.
По данным на июль 2023 года порядка 70 % всего внутрироссийского трафика финансовых сообщений уже приходится на систему СПФС. За 5 месяцев 2023 года через систему было проведено более 82 млн сообщений. На июль 2023 года в СПФС было уже более 490 участников, в том числе свыше 120 — из 14 иностранных государств. Две трети зарубежных партнеров подключились после марта 2022 года. Продолжаются новые подключения иностранных участников.
На конец сентября в СПФС состояло уже 550 участников, в том числе 150 нерезидентов из более чем 15 стран мира. За год трафик системы вырос в 4.3 раза или на 102 млн операций. Всего через систему за 8 месяцев 2023 года прошло 133 млн операций.
С 1 октября 2023 года Национальный расчётный депозитарий прекратил использование SWIFT во внутренних операциях и перешёл на систему СПФС. Прекращение использования SWIFT для электронного документооборота (за исключением взаимодействия между НРД и иностранными депозитариями) произошло 1 мая 2024 года. С 1 октября 2023 года запрещено использование SWIFT и прочих иностранных систем для осуществления переводов внутри России. При этом данное требование не распространяется на случаи передачи информации в рамках платежной системы в целях рассмотрения заявлений клиентов по операциям с использованием электронных средств платежа.
Тогда же, в октябре 2023 года Россия прекратила использование системы SWIFT для международных и внутренних расчётов в юанях. Для данных расчётов используются только системы СПФС и CIPS.
К январю 2024 года в системе работало уже 159 нерезидентов из 20 стран мира, а всего в системе числилось уже 557 участников, а за неполный 2023 год через систему прошло 180 млн финансовых сообщений. Рост трафика системы объясняется экспертами тем, что прочие схемы обхода санкций могут оказываться существенно дороже для контрагентов, при этом число иностранных участников системы растёт быстрее, чем прогнозировалось банком России.
27 января 2024 года к системе также подключились банки Мьянмы.
В марте 2024 года интерес к системе высказали в Нигерии. В системе работает уже более 160 нерезидентов из 20 стран.
К началу апреля 2024 года через Систему передачи финансовых сообщений, по словам главы ЦБ Эльвиры Набиуллиной, проходило более 98 % внутрироссийских финансовых операций.
По итогам 1-го полугодия 2024 года число участников системы возросло до 570, а число финансовых сообщений на 13,2 % по отношению к 1-му полугодию 2023 года. К 1 декабря 2024 года в системе работало уже 580 организаций.
25 февраля 2025 года ЦФТ-Банк усилил защиту сообщений, передаваемых через Систему передачи финансовых сообщений (СПФС) Банка России. Для защиты разработано специальное банковское приложение.

## Интеграция с другими системами в мире
В октябре 2019 года на основе СПФС начато соединение платежных систем России, Индии и Китая. В Индии создаётся связка с индийской системой SFMS, в Китае — с китайской системой CIPS. К концу 2019 года была также установлена связь между СПФС и иранской системой SEPAM, что позволяет работать России в обход SWIFT со всеми странами, работающими с SEPAM.
9 декабря 2021 года начальник управления департамента национальной платёжной системы Банка России Денис Барышков объявил о том, что к СПФС подключились все банки Белоруссии. Кроме того он указал, что к системе уже подключились 38 участников из девяти стран. В том числе банки Турции, Франции, Японии и Швеции, а также Кубы и Таджикистана. Кроме того, он же добавил, что ЦБ России реализовал возможность организации на площадке иностранного ЦБ или дочерней компании шлюза для обеспечения «бесшовного взаимодействия» между СПФС и локальной системой передачи финансовых сообщений.
17 марта 2022 года председатель комитета Госдумы по финансовому рынку Анатолий Аксаков сообщил, что Банк России и Китайский народный банк работают над соединением российской и китайской систем передачи финансовых сообщений. Также он указал на начало развития схем передачи информации при использовании блокчейнов, включая цифровой рубль и цифровой юань.
31 марта 2022 года Economic Times опубликовала информацию о том, что Индия предложила России новую систему транзакций с переводом торговли на рубль и СПФС, которая будет работать через Резервный банк Индии и российский Внешэкономбанк. По тем же данным, система будет введена в действие в течение недели.
Индия и Россия многократно выражали заинтересованность в продолжении диалога по принятию UPI и системы быстрых платежей (СБП и СПФС) Центрального банка России в рамках своих национальных платежных инфраструктур. По состоянию на август 2022 года обе страны начали работать над взаимодействием между UPI и СПФС. В апреле 2023 года Россия и Индия подписали официальное соглашение об адаптации СБП и СПФС к трансграничным транзакциям, принятии RuPay и UPI в России и взаимном принятии МИР и СПФС в Индии.
В сентябре 2022 года банк ВТБ запустил трансграничные переводы в обход системы SWIFT и санкций с задействованием систем СПФС и CIPS в юанях. Тогда же было сообщено об идущем процессе полной интеграции систем СПФС и CIPS (тестовая интеграция была проведена ещё в 2021 году), который завершили к 2023 году.
2 ноября 2022 года в России озвучили планы по стыковке СПФС с прочими национальными системами передачи финансовых сообщений, в том числе в рамках ШОС и БРИКС.
В феврале 2023 года директор департамента национальной платежной системы Банка России Алла Бакина сообщила, что система передачи финансовых сообщений на данный момент насчитывает 469 участников, из которых 115 не являются резидентами. По её словам, за прошлый год к СПФС подключились столько же государств, сколько за все предыдущее время работы. На начало 2023 года их число достигло 14 стран. ЦБ, по информации Бакиной, ведёт постоянную работу с «дружественными» странами по подключении их с СПФС в разных форматах: индивидуально и через сервис-бюро.
31 января 2023 года связь между СПФС и иранской системой SEPAM была запущена в рабочем режиме, страны начали торговлю полностью без участия системы SWIFT. На ту же дату в системе числилось уже 106 иностранных банков и прочих организаций из 13 стран мира и около 700 банков и организаций в России. Продолжается также подключение к системе Венесуэлы.
В конце апреля 2023 года управляющий директор по развитию и работе с клиентами НРД Алексей Федоров сообщил, что ещё около 100 участников находятся на стадии подключения к системе из стран СНГ, Азии, Латинской Америки и Ближнего востока.
В июне 2023 года завершилось полное сопряжение СПФС с её белорусским аналогом.
В апреле 2025 года японское издание Toyo Keizai сообщило об интеграции системы СПФС и CNAPS

## Санкции
24 июня 2024 года система попала под запрет на использование организациями из ЕС в рамках 14-го пакета санкций Евросоюза. Также финансовым операторам стран Евросоюза запрещается совершать транзакции с юридическими лицами, включенными в специальный список, который использует СПФС за пределами России. По мнению экспертов, эта мера не скажется на внутренних расчетах страны, но окажет влияние на внешнеэкономическую деятельность и может привести к повышению цен на ряд импортных товаров и услуг. 24 февраля 2025 года Евросоюз расширил санкции против СПФС.
По итогу введения всех санкций отключений от системы или снижения трафика зафиксировано не было.